# Obergericht Hiroshima
Das Obergericht Hiroshima (jap. 広島高等裁判所, Hiroshima kōtō-saiban-sho) ist eines von acht japanischen Obergerichten und hat seinen Sitz in Hiroshima. Der Gerichtsbezirk umfasst den Südwesten der japanischen Hauptinsel Honshū. Übergeordnet ist nur der Oberste Gerichtshof als Revisionsinstanz.